# Верхняя Шарденьга
Верхняя Шарденьга — село в Великоустюгском районе Вологодской области. Административный центр Верхнешарденгского сельского поселения и Верхнешарденгского сельсовета.
Расстояние до районного центра Великого Устюга по автодороге — 46,5 км. Ближайшие населённые пункты — Жуково, Горбачево, Мурдинская, Слободчиково.
По переписи 2002 года население — 209 человек (102 мужчины, 107 женщин). Преобладающая национальность — русские (97 %).

## Мусорный полигон
Планируется рядом в сторону деревни Горбачево, 65 га.